# Spinatimonomma fulvum
Spinatimonomma fulvum es una especie de coleóptero de la familia Monommatidae.

## Subespecies
- Spinatimonomma fulvum dehradunense (Freude, 1955)

= Monomma dehradunense Freude, 1955
- Spinatimonomma fulvum fulvum (Freude, 1955)

= Monomma fulvum Freude, 1955

## Distribución geográfica
Habita en el subcontinente indio.